# 니시하다노정
니시하다노정(일본어: 西秦野町)은 일본 가나가와현 나카군에 있던 정이다. 현재의 하다노시에 해당한다.

## 역사
- 1955년 7월 28일 - 아시가라카미군 가미하타노촌과 니시하타노촌이 합병해 나카군 니시하다노촌이 성립하였다.
- 1963년 1월 1일 - 하다노시에 편입해,  하타노시는 현재의 시역이 확장되었다.

## 지역
현재는 하다노시의 지역 구분으로 서부 지구와 상위 지구로 구분된다.

## 참고 문헌
- 角川日本地名大辞典編纂委員会,『角川日本地名大辞典 神奈川県』1984, 角川書店